# Axel Warberg

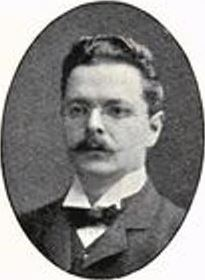
Axel Warberg.

Axel Fredrik Warberg, född 25 november 1877 i Storkyrkoförsamlingen i Stockholm, död 25 juli 1938 i Jönköpings Kristina församling, var en svensk läkare.
Warberg, som var son till grosshandlaren Josef Fredrik Warberg och Anna Maria Evaltina Knoch, genomgick Norra Latin i Stockholm och blev student som privatist 1896. Han avlade mediko-filosofisk examen 1898, blev medicine kandidat 1902 i Uppsala och medicine licentiat i Stockholm 1907. Han var extra provinsialläkare i Torups distrikt 1908–1910, i Enångers distrikt 1910–1914 och i Ljusne distrikt 1914–1918. Under Warbergs tid i Ljusne kompletterades därvarande sjukstugas instrumentarium genom verksägarnas privata gåvor, så att även mindre kliniska ingrepp kunde företagas på platsen.
Warberg var därefter t.f. förste provinsialläkare i Älvsborgs län 1918, biträdande läkare vid Göteborgs epidemisjukhus 1918–1919, förste stadsläkare i Karlstad 1919–1926 och förste provinsialläkare i Jönköpings län från 1926. Han var fängelseläkare i Karlstad 1919–1926, biträdande förste provinsialläkare i Värmlands län 1921–1926, dispensärläkare i Karlstad 1920–1926 och dito i Jönköping från 1932.
Han var från 1907 gift med Bertha Norløff (1883–1936) som var född i Drammen, Norge.